# Marie-Louise de Laval-Montmorency
Marie-Louise de Laval-Montmorency, född 31 mars 1723, död 26 juli 1794, var en fransk adelskvinna och abbedissa. Hon var abbedissa vid klostret Abbaye de Montmartre i Paris mellan 1760 och 1790 (1792). 

## Biografi
Marie-Louise de Laval-Montmorency var äldsta dotter till adelsmannen marskalk Guy-Claude-Roland de Laval-Montmorency och Marie-Élisabeth de Rouvroy de Saint-Simon. Hon blev som tonåring nunna vid klostret Sain-Julien-du-Pré i Le Mans. Hon flyttades 1759 till benediktinklostret Abbaye de Montmartre i Paris, där hon år 1760 blev abbedissa.
Klostret upplöstes under franska revolutionen 1790, och hon upphörde därför formellt att vara abbedissa. Klostret drogs in till staten, men i praktiken tilläts nunnorna bo kvar där i ytterligare två år. Den 19 augusti 1792 vräktes nunnorna, och de bosatte sig då som gäster i Château de Bondy hos Anne Emmanuel de Crussol d'Amboise. Vid denna tidpunkt var Laval-Montmorency döv, blind och förlamad.
Under skräckväldet arresterades hon och fängslades i Saint-Lazare-fängelset trots sitt hälsotillstånd. Hennes syster och kusin Louis-Joseph de Montmorency-Laval hade vid denna tidpunkt emigrerat, och därför i enlighet med lagen registrerats som statsfiender. Hon dömdes till döden av Antoine Fouquier-Tinville 24 juli 1794 som en "fienderna till folket […] som anklagas för att ha upprätthållit underrättelser med konspiratörer över Rhen". Trots att hon var förlamad fördes hon till giljotinen och avrättades två dagar senare.
Marie-Louise de Laval-Montmorency är huvudpersonen i Tv-serien The Last Abbess.